# آق‌شی (ایله)
آق‌شی (به قزاقی: Aqshi) یک منطقهٔ مسکونی در قزاقستان است که در شهرستان ایله، قزاقستان واقع شده‌است. آق‌شی ۵٬۶۴۶ نفر جمعیت دارد.